# Villar Pellice
Villar Pellice là một đô thị ở tỉnh Torino trong vùng Piedmont, có vị trí cách khoảng 50 km về phía tây nam của Torino, nước Ý. Tại thời điểm ngày 31 tháng 12 năm 2004, đô thị này có dân số 1.213 người và diện tích là 60,9 km².
Villar Pellice giáp các đô thị: Perrero, Prali, Angrogna, Bobbio Pellice, Torre Pellice, Rorà, Bagnolo Piemonte, và Crissolo.